# 阿伊努語
阿伊努語，或譯成愛努語、愛奴語，是日本的原住民（主要分布在北海道和本州東北地區）少数民族阿伊努人的民族語言。阿伊努語早期没有通用的文字，傳教士約翰·巴徹勒於19世紀首先創制了基於拉丁字母的書寫系統 ；近年日本政府亦开始以日語假名为其创制文字。

## 分类
雖然從類型學的角度來看，阿伊努語和日語有相似的語序；而其輔音變化又與韓語類似；但是一般認為，阿伊努語仍然是一種獨立的語言，或劃分為一個下屬不同阿伊努語方言的阿伊努語系，沒有已知的證據顯示它和其他語言有任何親屬關係。有時它會和古西伯利亞語言歸類在一起，不過那並不算是一個正式的語言系屬分類。
早稻田大学Lee & 的研究发现，有证据表明阿伊努语和早期的阿伊努语人群起源于东北亚/鄂霍次克文化人群，他们在北海道北部有势力，并扩展到本州和千岛群岛的大部分地区。
阿伊努语同几种东北亚语言（如尼夫赫语、通古斯语系、蒙古语系、楚科奇-堪察加语系）共享大量词汇（尤其是鱼名）。语言学证据表明这些词源于阿伊努语，但其传播过程仍是一个谜。
以下是最常见的关于阿伊努语系属的提议：

### 阿尔泰语系
John C. Street (1962)提议将阿伊努语、朝鲜语系和日语归入一个语系，将突厥语系、蒙古语系和满-通古斯语系归入另一个语系，两者共同组成了“北亚语系”。Street的分组是阿尔泰语系的推广。James Patrie (1982)从阿伊努人中心视角出发，采用了相同的分组法。
约瑟夫·格林伯格 (2000–2002)同样将阿伊努语、朝鲜语和日语归为一类，是他的欧亚语系下的一支。格林伯格认为，当中的“朝鲜-日本-阿伊努语系”和“突厥-蒙古-通古斯语系”的关系并不特别密切。
阿尔泰语系假说现在已被学术界主流所否定。阿伊努语和通古斯語、蒙古語等周邊的語言享有許多共通的詞彙，但目前，大部分的語言學家相信這些詞彙事實上是源自阿伊努語的借詞。

### 南亚语系
Shafer (1965)提出的证据表明，阿伊努语和南亚语系有很远的联系。Vovin (1992)提出了他对原始阿伊努语的构拟，并以音变与同源词的形式，提出了与南亚语系的同源证据，但之後Vovin (1993)承認那是一個不成熟的假設。

### 与尼夫赫语的接触
阿伊努语在历史进程中似乎与尼夫赫人发生过密切的接触，目前尚不清楚其对语言的影响。阿伊努语和尼夫赫语的词汇相似性是出于借用。

### 与日语的接触
阿伊努語和日語之間也有許多的共用詞彙，以及获得或转化来的语法结构，或許是來自14世紀以來與本州和人的接觸 。此外，还有大量从不同阶段的日语借入北海道阿伊努语的词汇，特别是动物名称，如（“海獭”；阿伊努语）、（“驯鹿”；阿伊努语）、（“柳葉魚”；阿伊努语）。由于阿伊努人在日本的地位很低，许多古老的借词可能被忽视或没有发现，但有证据表明似乎有一个阿伊努词汇底层。例如现代日语/“鲑鱼”，可能来自阿伊努语/“鲑鱼”，字面意思“夏季食物”。
据P. Elmer (2019)，阿伊努语是一种接触语言，即在不同阶段受到日语的强烈影响。这表明阿伊努语和日语在东北地方的某处在早期发生了密集接触，从早期日语方言中借用了大量词汇和词法特征。

### 其他假说
出於人種而非語言學上的關聯性，有少部分的早期學者聲稱阿伊努語與印歐語系存在著親緣關係。這種假說曾在1960年前頗為盛行，但隨後便遭到拋棄，學界現在大多轉向尋找其與地緣上鄰近的語言之間的關係。
近年來，以日語學家村山七郎為首的學者們，試圖藉由字彙和文化的比較來建立起阿伊努語和南島語系的關係。也有人说他们语言与因紐特語有关。
Tambovtsev (2008)提出，阿伊努语在词法上与美洲原住民语言最接近，并建议还需进一步研究来确定它们间的发生关系。

## 語言分布
阿伊努語曾至少有多達19种方言被記錄，但今日只剩下北海道的數種方言仍在使用。现时大多数能使用该語言的都是老年阿伊努人，他们散居在本州北部、北海道及库页岛南部一帶。近年來阿伊努語的社會地位有改善，有更多人願意學習阿伊努語。
阿伊努（Aynu）这个字在阿伊努語的意思就是「人類」，而另一個涵義類似的單詞「kur」則成為了阿伊努人傳統分布範圍「庫頁」和「庫里爾」等地區的地名由來。
到20世纪，整个库页岛南半部及千岛群岛的少数人都仍在使用阿伊努语；但到现在，只有北海道方言尚存，萨哈林阿伊努语的最后一位母语者已于1994年去世。
有语言学家指出，阿伊努语曾是库页岛重要的通用语。 (2005)报告称，阿伊努语的地位相当高，早期的俄罗斯和日本行政官员也用阿伊努语相互交流，并与土著沟通。

### 日本本土的阿伊努语

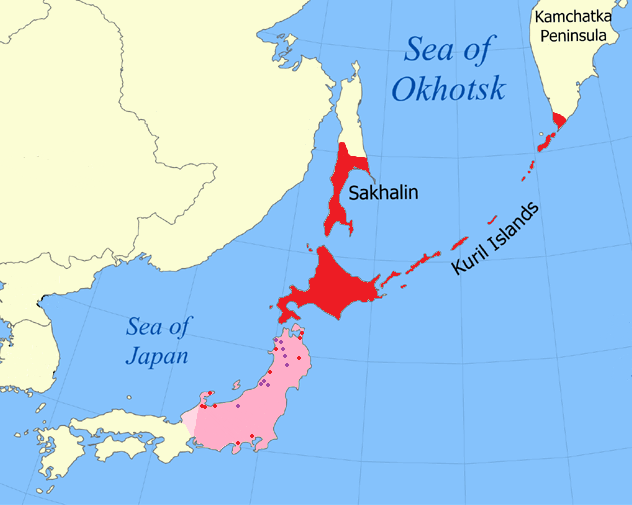
有证的阿伊努语历史范围（红色）和本州岛上的可能分布（粉红）。后者由地名证据（红点）和又鬼村庄（紫色）推知。西界由日语的早期东界确定，现代日语方言保留了这一界限。

偶尔有人认为阿伊努语是日本本州岛东北部原住民（虾夷）的语言，主要证据是当地的地名。例如，日本北部常见的“~别”（betsu）源自北海道阿伊努语“河”，本州北部、中部地方的“~部”（如富山县黑部川、小矢部川）可能也是同一来源。关东地方的地名，如金時山、武藏国、气多神社 、能登半岛等，用日语没法解释，但用阿伊努语则可以解释。东北地方的传统又鬼猎人在狩猎词汇中保留了阿伊努语词汇，不过也有人认为它们可能来自日语，被借用到了古阿伊努语中，并在现代日语方言中消失了。
关于影响和迁移的方向存在争议。有人提出，至少有一些绳纹时期的族群使用原始阿伊努语，他们向本州北部扩张时，迫使鄂霍次克文化向北迁移，于是后者成为了现代尼夫赫人的祖先，也是现代阿伊努人的组成部分。不过也有人提出，阿伊努人也可能产生了鄂霍次克文化，扩张到本州北部和堪察加半岛；虾夷人可能说一种日语方言，与雲伯方言最接近，因为阿伊努语是后来从北海道扩张来的。所谓证据就是阿伊努语中的古日语借词，包括基础词，以及在东北和北海道地区发现的与雲伯方言有关的独特词汇及地名。

## 現状
北海道、庫頁島（樺太島）和千島群島（庫里爾群島）等地區中，阿伊努語在庫頁島、千島群島已完全消失，而在日本的北海道地區也處於極危（critically endangered）狀態中，是日本處於危險狀況的8種語言中唯一歸為此類者。
雖然現在仍然使用阿伊努語的人口已變得非常少，但由於不少人擔心阿伊努語會消亡，所以開始重新學習。根據1996年的統計數據推定，阿伊努語現時有語言人口約一萬五千人，其中能操流利阿伊努語的人只餘下15人。現時在千島群島及庫頁島已不再有以阿伊努語為母語的人口；而在北海道，以阿伊努語為母語的人不足十人，他們的平均年齡都已超過80歲。由於擔心在沒有人繼承的情況下，阿伊努語會從人類歷史中消失，學者在1970年代開始為阿伊努語作錄音及詞汇記錄，盡可能為該語言保存記錄。從1990年代，學習阿伊努語的日本人開始增加。各大城市除了有學習會之外，亦促使了各種阿伊努語的辭典出版。
日本政府於2008年正式承認阿伊努語為日本的原住民族語言，並於隔年開始規劃語言及文化保護設施「UPOPOY民族共生象徵空間」，以推動阿伊努語言的復振。

## 方言
阿伊努人的傳統部落（コタン）大多分布於河流沿岸或海邊。因此，河的不同岸側往往會有不同的方言，沿海與內陸所使用的口語也會有差異。

### 內部分群
過去的阿伊努語大致可以劃分為三大方言支系：北海道阿伊努語、庫頁阿伊努語和千島阿伊努語。不同方言間的差異頗大，口語上無法互通，因此有時它們會被學者視為是「阿伊努語系」下的多個不同語言而非方言。
在日本取得千島群島後千島方言便開始迅速地消亡，至二戰時已經完全沒有使用者了；而最後一位庫頁阿伊努語的母語使用者塔荷柯南那（タㇵコナンナ）則於1994年死亡。另外，渡島和石狩川下游地區的方言也因為和人較早的移居歷史而保留較差。
北海道內部的方言還可以大致再分為東北部和西南部方言兩類，但缺乏更深入的分群研究。由於阿伊努人在歷史上既沒有形成單一的政權，也沒有文字書寫的歷史，當代的阿伊努語並不存在中心化的標準方言。對於學習者而言，沙流和千歲方言有更多容易取得的教學資源。

### 方言劃分
括弧內為方言的分布地區。方言特徵、調查研究及保存的現狀後述。
- 北海道阿伊努語
  - 北海道南西部方言
    - 八雲方言（八雲町，但不包含今日與之合併的舊熊石町地區）
    - 長萬部方言（長萬部町）
    - 余市方言（余市町）
    - 幌別方言（登別市）——是《阿伊努神謠集》（知里幸惠）[31]和《阿伊努叙事詩優卡爾集》（金成ムシ，金田一京助譯註）[32]中所採集的方言。
    - 白老方言（白老町）
    - 千歳方言（千歲市）——有教材《表達・阿伊努語》（中川裕、中本ムシ子）[33]和《阿伊努語千歳方言辞典》（中川裕）[34]。
    - 鵡川方言（舊鵡川町）
    - 沙流方言（沙流川流域）——有《阿伊努語沙流方言辭典》（田村すず子）[35]和《萱野茂的阿伊努語辭典》（萱野茂）[36]等教材，是當今紀錄最多、研究最充分的方言。
    - 新冠方言（新冠町）

  - 北海道北東部方言
    - 靜內方言（舊靜內町）——有研究紀錄《阿伊努語靜內方言附文脈語彙集（附CD-ROM）》（奥田統己）[37]。
    - 浦河方言（浦河町）
    - 樣似方言（樣似町）
    - 十勝方言（十勝支廳）——有辭典《十勝本別阿伊努語分類辭典》（澤井トメノ）[38]。
    - 釧路方言（釧路支廳）——有辭典《阿伊努語釧路方言語彙》（切替英雄監修）[39]和山本多助、貫塩喜蔵等研究者。
    - 阿寒方言（阿寒町）
    - 根室方言（根室支廳）
    - 北見方言（網走支廳）
    - 石狩方言（旭川市等地）——有砂沢クラ、杉村キナラブック、杉村フサ、石山キツエ等研究者。
    - 天鹽方言（名寄市等地）
    - 宗谷方言（稚內市）
- 庫頁阿伊努語（已滅絕） 
  - 西海岸方言（靠近今日的烏格列戈爾斯克地區）——又稱萊契席卡（Raychishka）方言。有研究紀錄《樺太阿伊努語》（藤山ハル、浅井タケ、村崎恭子）[40]。
  - 東海岸方言——有語料紀錄《阿伊努故事》（山辺安之助）[41]
  - 多來加方言（靠近今日的波羅奈斯克，即舊敷香町地區）——與庫頁島的其他方言差異顯著。
- 千島阿伊努語（北方四島以外的千島群島地區，已滅絕）——可能是更早的時代由堪察加半島移居而來。明治時期，北千島群島上的阿伊努族人遷移至色丹島上，並又在之後移居至北海道本島。要注意的是，原屬擇捉島以南（即北方四島範圍內）的方言被認為是屬於北海道方言的分支。有研究紀錄《北千島阿伊努語：文獻學研究》（村山七郎）[42]。

## 祖语
亚历山大·沃文构拟了祖语。:77–154
|      | 双唇音 | 齿音/齿龈音 | 舌面音 | 舌面-声门音 |
| 鼻音 | *m     | *n          |        |             |
| 塞音 | *p     | *t          | *k     |             |
| 同音 | *w     | *ð          | *ɣ     | *h          |
| 咝音 |        | *s          |        |             |
| R音  |        | *r          |        |             |

|        | 双唇音 | 齿音/齿龈音 | 舌面音 | 声门音 |
| 鼻音   | *m     | *n          |        |        |
| 清塞音 | *p     | *t          | *k     | (*q)   |
| 浊塞音 |        | *d          | *g     |        |
| 清擦音 |        | *s          |        | *h     |
| 浊擦音 | (*H)   | (*H)        | (*H)   | (*H)   |
| 响音   |        | *ɾ          | *j     |        |

第二套构拟显示，除[b]外，其他音都是独立的音位；并用⟨*q⟩表示声门塞音。他还初步提出，在*s、*h外还有个浊擦音，调音部位未知，用⟨*H⟩表示。
|    | 原始阿伊努语    | 北海道      | 萨哈林 | 库里尔 |
| -- | --------------- | ----------- | ------ | ------ |
| 1  | *sì=nÉ=         | sinep       |        |        |
| 2  | *tuu=           | tup         |        |        |
| 3  | *dE=            | re          |        |        |
| 4  | *íì=nÈ=         | inep        |        |        |
| 5  | *áskì           | asiknep     |        |        |
| 6  | *ii=hdan=       | iwan        |        |        |
| 7  | *a=d[E]=hdan=   | arwan       |        |        |
| 8  | *tu=pE=hdan=    | tupesanpe   |        |        |
| 9  | *si=nE=pE=hdan= | sinepesanpe |        |        |
| 10 | *hdán=          | wan         |        |        |

原始阿伊努语及其反映如下：
|      | 前 | 前   | 央   | 后 |
| 闭   | *i | (*ü) | (*ï) | *u |
| 半闭 | *e |      | (*ë) | *o |
| 半开 | *E |      |      | *O |
| 开   | *a |      |      | *A |

央元音的位置不确定。

## 音韻
阿伊努語的音節結構都是CV(C)形式，偶爾會有多輔音，但不常見。

### 母音
阿伊努語有 /a/、/e/、/i/、/o/、/u/ 五個母音：
|      | 前舌音 | 中舌音 | 後舌音 |
| ---- | ------ | ------ | ------ |
| 閉   | i      |        | u      |
| 半開 | e      |        | o      |
| 開   |        | a      |        |

### 子音
子音如下：
|        | 雙唇音 | 唇軟顎音 | 齒齦音 | 顎音 | 軟顎音 | 喉音 |
| ------ | ------ | -------- | ------ | ---- | ------ | ---- |
| 塞音   | p      |          | t      |      | k      | ʔ    |
| 塞擦音 |        |          | ts     |      |        |      |
| 鼻音   | m      |          | n      |      |        |      |
| 擦音   |        |          | s      |      |        | h    |
| 近音   |        | w        |        | j(y) |        |      |
| 闪音   |        |          | ɾ      |      |        |      |

1. 喉塞音通常不作記錄。
2. 齒齦塞擦音可以有 /ʧ/、/ʦ/、/ʤ/ 及 /ʣ/ 的變化。

### 其他
跟日語一樣，/i/音在/t/和/s/之後都會產生顎音化現象，使/ti/變成為[ʧi]、/si/和結尾的/-s/變成為[ʃ]。不同地方的方言可能會有所差異，例如，在薩哈林地區的方言，音節結尾的/p/、/t/、/k/、/r/都同化了變成/h/。
阿伊努語有音高。通常一個由詞根及詞綴組成的詞語，詞根的音高會較高。若詞語只有一個音節，或有雙元音的話，高音會落在開首的音節。否則的話，高音都在第二音節。

## 語言類型及语法

### 詞彙
文字書寫可以用片假名，或用拉丁字母均可。
- I yay rayke re. — 謝謝
- Hioy'oy — 謝謝（男人用）
- I ram karap te. — 你好
- E iwankeya? — 你好
- Apunno paye yan. /Apunno oka yan. — 再見
- mici, ona — 父親、爸爸
- hapo, unu, totto — 母親、媽媽
- ekas — 祖父
- sut, huci — 祖母
- irwak (yup, yupo/aku) — 兄弟
- sa, sapo/macirpe, matapa — 姐妹
- po — 兒子
- aynu - 人
- ape - 火
- iomante - 熊祭 - 阿伊努最大的祭祀
- ekasi - 長老
- esaman - 水獺
- nuy - 火焰
- kamuy - 神
- kapatcir kamuy - 虎头海雕（鷲神）
- kanto - 天空
- kimun kamuy - 棕熊（山神）
- kutron kamuy - 鼠兔（岩場之神）
- kunnecup - 月亮
- kotan - 村庄
- kotankor kamuy - 漁鴞（村庄之神）
- kotankorkur - 村長
- korpokkur - 克魯波克魯（蕗葉下的小人）
- konru - 冰
- sarorun kamuy - 丹頂鶴（濕原之神）
- sumari - 狐狸
- sita/seta - 狗
- tonoto - 酒
- nonno - 花
- horkew - 狼
- hoyau - 蛇
- yukar - 敘事詩
- yuk - 日本鹿
- repun kamuy - 虎鯨（海神）
- rera - 風
- pirka - 美丽、可爱
- pone - 骨
- ray - 死
- wakka - 水
- cise - 家
- mina - 笑
- to - 湖・沼
- seseki/yu - 溫泉

### 数词
阿伊努语使用二十进制来记录比较大的数目。一些数字举隅：
- sinep 1
- tup 2
- rep 3
- inep 4
- asiknep 5
- iwanpe 6
- arawanpe 7
- tupesanpe 8
- sinepesanpe 9
- wanpe 10
- hotnep 20

### 语法
阿伊努語的語序如下：
- 基本語序：主詞─受詞─動詞（SOV）
- 介詞多為後置詞，即介詞置於其所支配的名詞後。
- 數詞、形容詞、指示詞和關係子句等置於被修飾詞前方

阿伊努語的名詞可以群聚在一起互相修飾，主要的名詞通常放在最後面。動詞則有及物或非及物的區別，而且可加上多種的字尾組合成許多衍生字；另除了一般的被動語態外，阿伊努語尚有所謂的應動語態，以將多種補語論元所扮演的角色的含意給「抬入」核心論元中。
Yukar中的阿伊努語，也就是所謂的古典阿伊努語，是多式綜合語，並有插入（incorporation）的現象存在，但現今口語的阿伊努語已大幅簡化。
阿伊努語有眾數動詞這個封閉詞類存在，其中一些呈現異幹互補的現象。

## 文字
阿伊努語的官方文字是採用一種改良的阿伊努片假名來書寫，但亦有人採用拉丁字母。阿伊努語有自己的報章《阿伊努時報》，而這份報紙是同時採用兩種文字印刷。
Unicode為阿伊努語撥出了片假名拼音延伸區段（31F0-31FF）出來。( （页面存档备份，存于）、 （页面存档备份，存于）)這些延伸片假名主要用於標示阿伊努語的尾音。現時已定義的16個字碼如下：
| 字母                   | Unicode     | 名稱                         | 用法 | 發音        |
| ---------------------- | ----------- | ---------------------------- | --- | ----------- |
|                        | 31F0        | 片假名小字母Ku               | Final k                                                                                                  | /k/         |
|                        | 31F1        | 片假名小字母Shi              | Final s [ɕ]                                                                                              | /s/或/ɕ/    |
|                        | 31F2        | 片假名小字母Su               | Final s, used to emphasize its pronunciation as [s] rather than [ɕ]. [s] and [ʃ] are allophones in Ainu. | /s/         |
|                        | 31F3        | 片假名小字母To               | Final t                                                                                                  | /t/         |
|                        | 31F4        | 片假名小字母Nu               | Final n                                                                                                  | /n/         |
|                        | 31F5        | 片假名小字母Ha               | Final h [x], succeeding the vowel a. (e.g. ah) Sakhalin Ainu only.                                       | /h/或/x/    |
|                        | 31F6        | 片假名小字母Hi               | Final h [ç], succeeding the vowel i. (e.g. ih) Sakhalin Ainu only.                                       | /h/或/ç/    |
|                        | 31F7        | 片假名小字母Fu               | Final h [x], succeeding the vowel u. (e.g. uh) Sakhalin Ainu only.                                       | /h/或/x/    |
|                        | 31F8        | 片假名小字母He               | Final h [x], succeeding the vowel e. (e.g. eh) Sakhalin Ainu only.                                       | /h/或/x/    |
|                        | 31F9        | 片假名小字母Ho               | Final h [x], succeeding the vowel o. (e.g. oh) Sakhalin Ainu only.                                       | /h/或/x/    |
|                        | 31FA        | 片假名小字母Mu               | Final m                                                                                                  | /m/雙唇鼻音 |
|                        | 31FB        | 片假名小字母Ra               | Final r [ɾ], succeeding the vowel a. (e.g. ar)                                                           | /ɾ/齒齦閃音 |
|                        | 31FC        | 片假名小字母Ri               | Final r [ɾ], succeeding the vowel i. (e.g. ir)                                                           | /ɾ/齒齦閃音 |
|                        | 31FD        | 片假名小字母Ru               | Final r [ɾ], succeeding the vowel u. (e.g. ur)                                                           | /ɾ/齒齦閃音 |
|                        | 31FE        | 片假名小字母Re               | Final r [ɾ], succeeding the vowel e. (e.g. er)                                                           | /ɾ/齒齦閃音 |
|                        | 31FF        | 片假名小字母Ro               | Final r [ɾ], succeeding the vowel o. (e.g. or)                                                           | /ɾ/齒齦閃音 |
| 使用組合字符表示的字母 |             |                              | |             |
|                        | 31F7 + 309A | 片假名小字母Pu               | Final p                                                                                                  | /p/         |
|                        | 30BB + 309A | 帶有半濁音標記的片假名字母Se | ce [tse]                                                                                                 | /ts/ + /e/  |
|                        | 30C4 + 309A | 帶有半濁音標記的片假名字母Tu | tu. and are interchangeable.                                                                             | /t/ + /u/   |
|                        | 30C8 + 309A | 帶有半濁音標記的片假名字母To | tu. and are interchangeable.                                                                             | /t/ + /u/   |

## 口頭文學
阿伊努語有一個很豐富的口頭傳統文學，是一種稱為Yukar的英雄傳記，它保存了不少阿伊努語的古文法和辭彙。
愛努民族培養而發展的文藝不是以文字為基礎的、是欣賞談話本身的口承文藝。這種文藝是口頭文學之一。裏面包括故事、向神祈禱的語言、問候的言詞等。 
至今其中尤其故事性較高的東西研究得先進一點、現在被認為可以區分三種。這三種各各都有下述的特點。
英雄敘事詩
在短短反覆的旋律上講故事。講故事的人都有自己獨特的旋律。
講故事的人用木棒打爐邊打拍子。大多故事特別長、用幾個小時才講完。 
故事的內容有各種各樣的、超人少年英雄的冒險故事比較多、想像性與娛樂性是一個特點。
神謠
短短反覆的旋律上講故事。每個故事都有不一樣的旋律、插入叫做「sakehe」的言詞。 
大多是幾分鐘到十幾分鐘就結束、也有要一個小時以上的。 
動植物、自然現象等的神們講自己的經驗、用這樣形式來講故事。
散文說話
不用帶旋律、用散文的形式講。大多都是像日常會話般的語調講、也有帶抑揚的語調講的。 
有十分鐘左右的、也有幾個小時的。 
內容涉及多方面。也有和神謠內容差不多的。大多都是帶勸善懲惡的結果、也有教倫理觀、社會規範的作用。

## 近期歷史
隨著日本殖民地化的到來，許多說阿伊努語的人喪失了自己的語言。在日本各地糧食生產方式不斷變化的時期，主要依靠捕魚和在土地上覓食的阿伊努人得到的貿易機會就少了。日本正在變得更加工業化，全球化對日本的土地造成了威脅。日本政府為了統一國家以抵禦侵略，制定了同化阿伊努人多樣性、文化和生存的政策。同化包括開發土地、文化商品化以及將阿伊努人的孩子安置在只學日語的學校。
近年來，日本政府承認阿伊努人是土著居民。自1997年起，根據《聯合國土著人民權利宣言》（UNDRIP），他們獲得了土著人民對其文化、遺產和語言的權利。
1997年的《阿伊努文化促進法》指定成立了阿伊努文化研究與推廣基金會（FRPAC）。這個基金會負責語言教育，他們通過培訓講師、設立高級語言班和開發語言材料等方式，來促進阿伊努語言學習。

## 复兴
阿伊努語在過去的幾十年來一直面臨失傳的威脅，是一個即將消逝的語言。在日本，十五萬自稱阿伊努族的人（還有許多的阿伊努族人則是根本不知道自己的出身或者因為擔心遭受歧視而隱藏身份）只能說日語。1980年代末期，居住在北海道平取町的二風谷鎮裡100個能說阿伊努語的人當中，只有15個人每日都講阿伊努語。目前無法用一個確切的數字來表示還有多少人能說阿伊努語。根據估計，北海道可能還有一千個以阿伊努語為母語的人，而且大部分都已超過30歲。將阿伊努語當作是第二語言的學習者則已經超過了當作母語使用的人。
雖然如此，阿伊努語的使用人數正在成長當中。目前語言復興運動正在熱烈地進行著，主要在北海道但其他地區也有，希望能扭轉長久以來使用人數下降的趨勢。這樣的運動確實增加第二語言的學習者，尤其是在北海道地區。而這個運動的發起人便是著名阿伊努族民俗學者，曾經擔任國會議員的萱野茂，他本身是個的阿伊努族人。

## 辭典
以下均為阿伊努語-日語辭典
- 萱野茂  三省堂 ISBN 4385170509 1996年（初版）・ISBN 4385170525 2002年（增補版）
- 三省堂 ISBN 4385613060 1999年
上述辭典（初版）的CD-ROM版，全例文附帶了著者自己的發音。
- 田村すず子  草風館 ISBN 4883230937 1996年
- 中川裕  草風館 ISBN 4883230783 （普及版）・ ISBN 4883230775 1995年（桌上版）
- 知里高央・横山孝雄 
- 知里高央・横山孝雄 
- 知里真志保（日语：知里真志保） 
- 服部四郎（日语：服部四郎） 

萱野辞典・田村辞典可以看在愛努民族博物館的主頁上
http://ainugo.ainu-museum.or.jp/ （页面存档备份，存于）